# باول بي. كاربنتر
باول بي. كاربنتر هو عالم نفس وسياسي أمريكي، ولد في 24 فبراير 1928 في سيوكس سيتي في الولايات المتحدة، وتوفي في 24 يناير 2002. انتخب عضو مجلس ولاية كاليفورنيا ‏ وانتخب عضو جمعية ولاية كاليفورنيا ‏.